# Porto di Giulianova
Il porto di Giulianova è un'infrastruttura portuale, situata sul medio Adriatico, lungo la costa abruzzese, all'interno del territorio del comune di Giulianova, il principale della provincia di Teramo ed il più importante approdo dell'Abruzzo settentrionale, dedicata alla pesca commerciale, all'approdo turistico e al diporto nautico, sede anche dell’Ufficio Circondariale marittimo di Giulianova, che ha competenza territoriale da Martinsicuro a Silvi.

## Storia

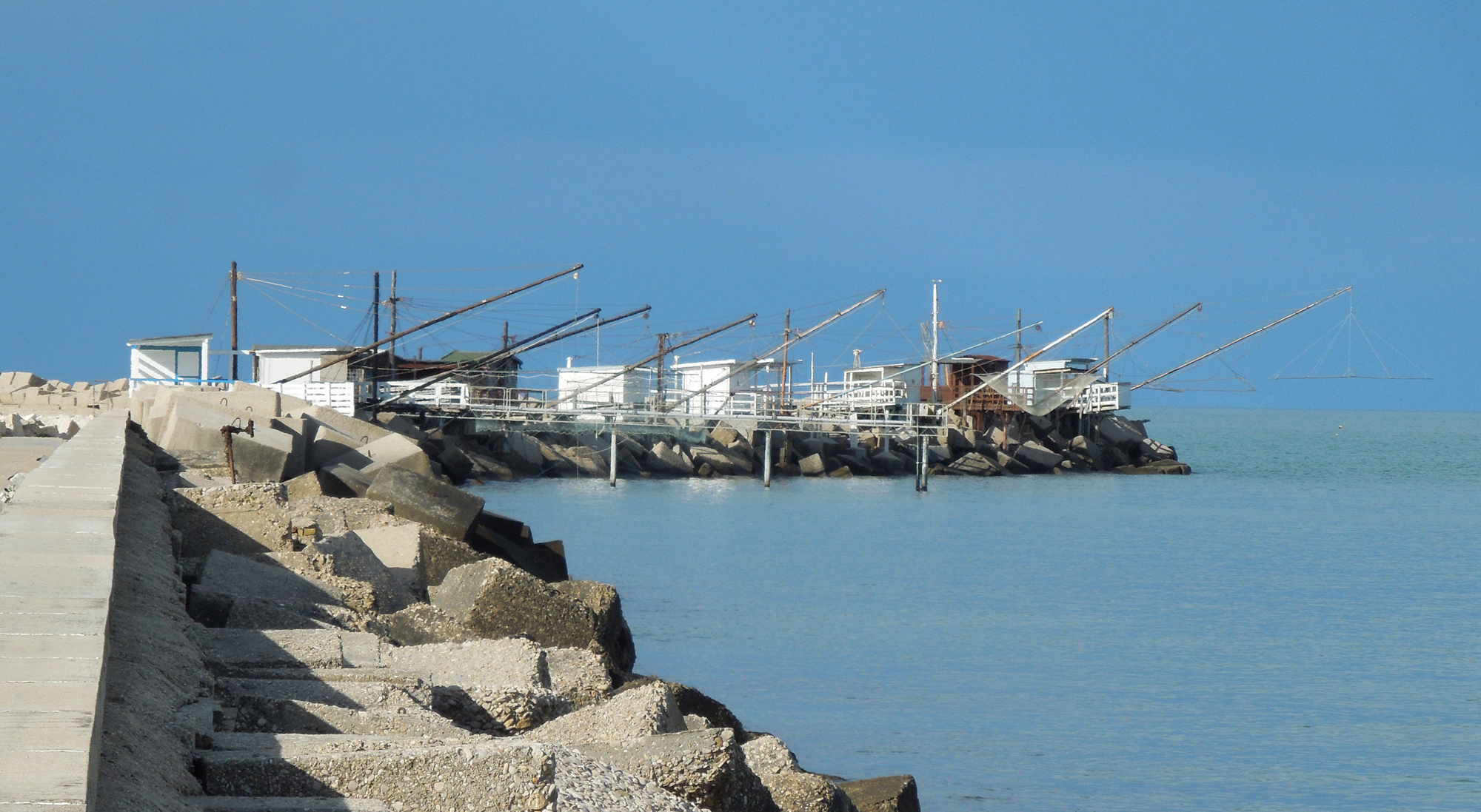
Le antiche strutture da pesca dette "caliscendi", ancorate sul molo sud.

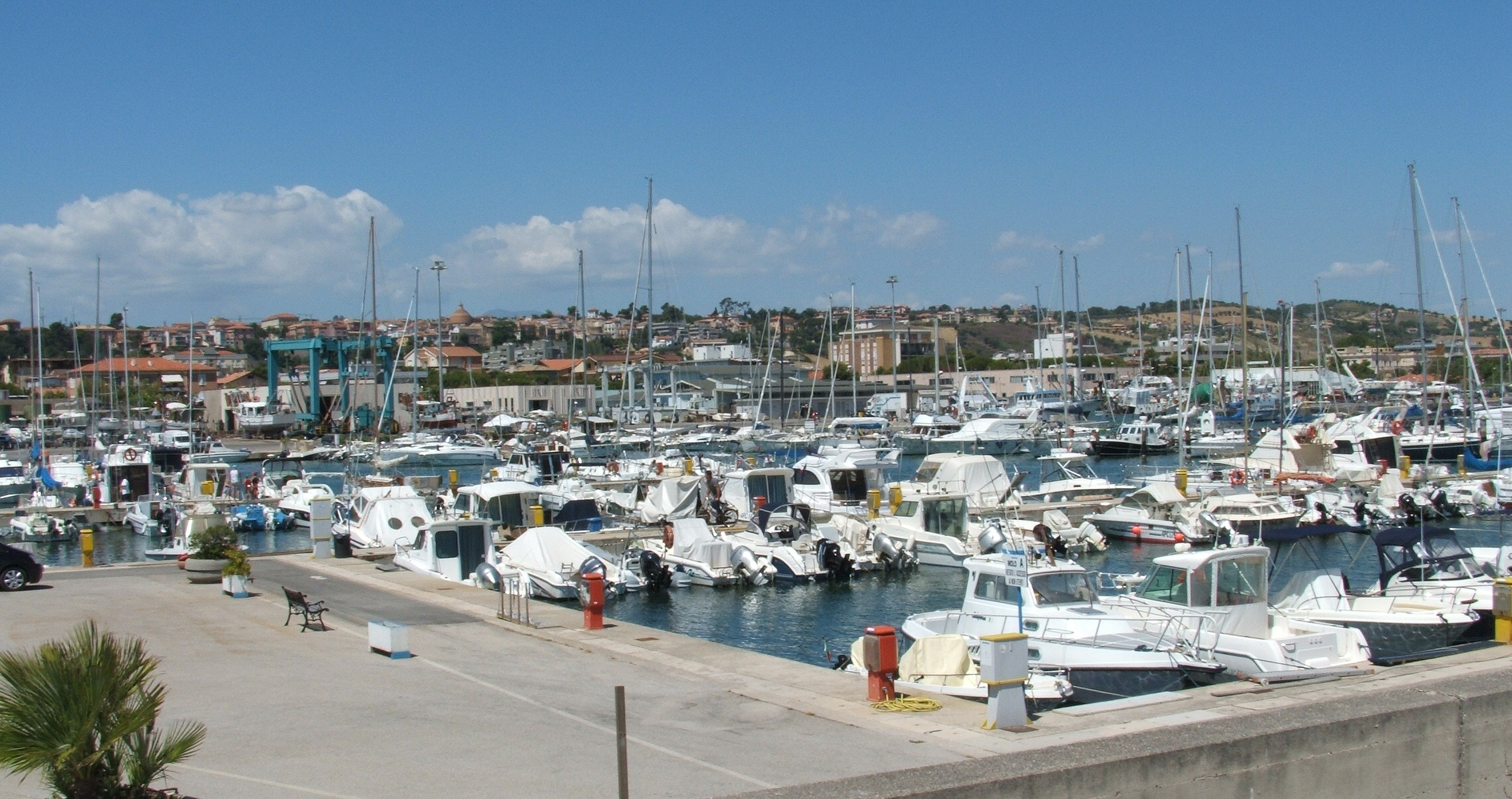
L'area di attracco turistico del porto

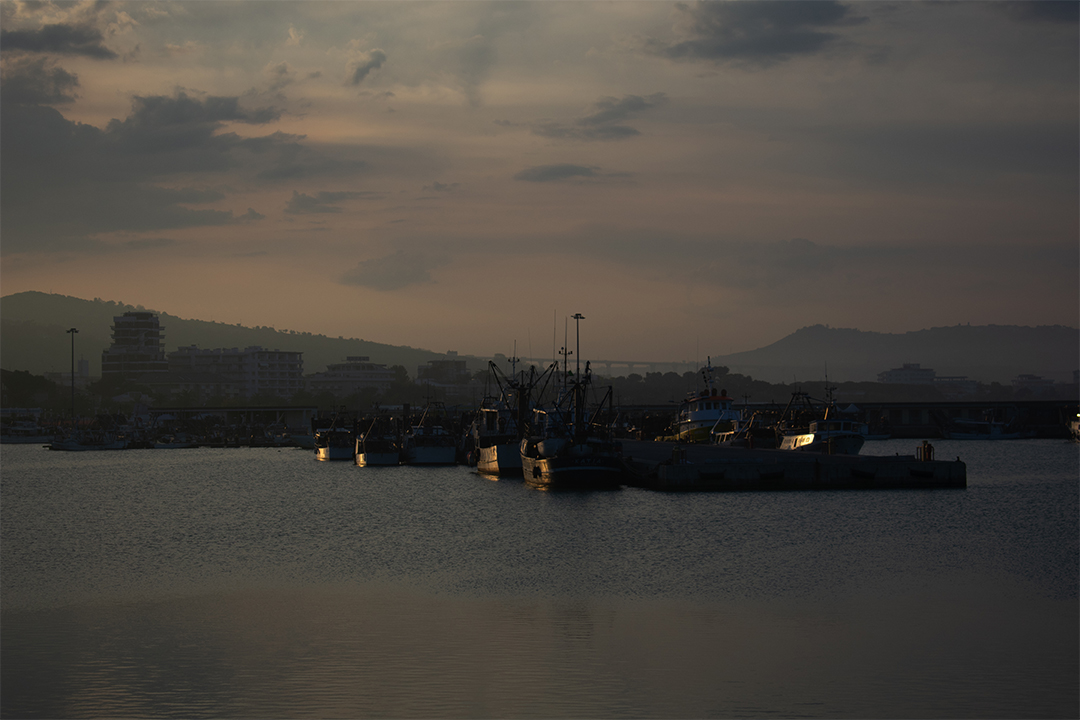
Pescherecci al molo nord

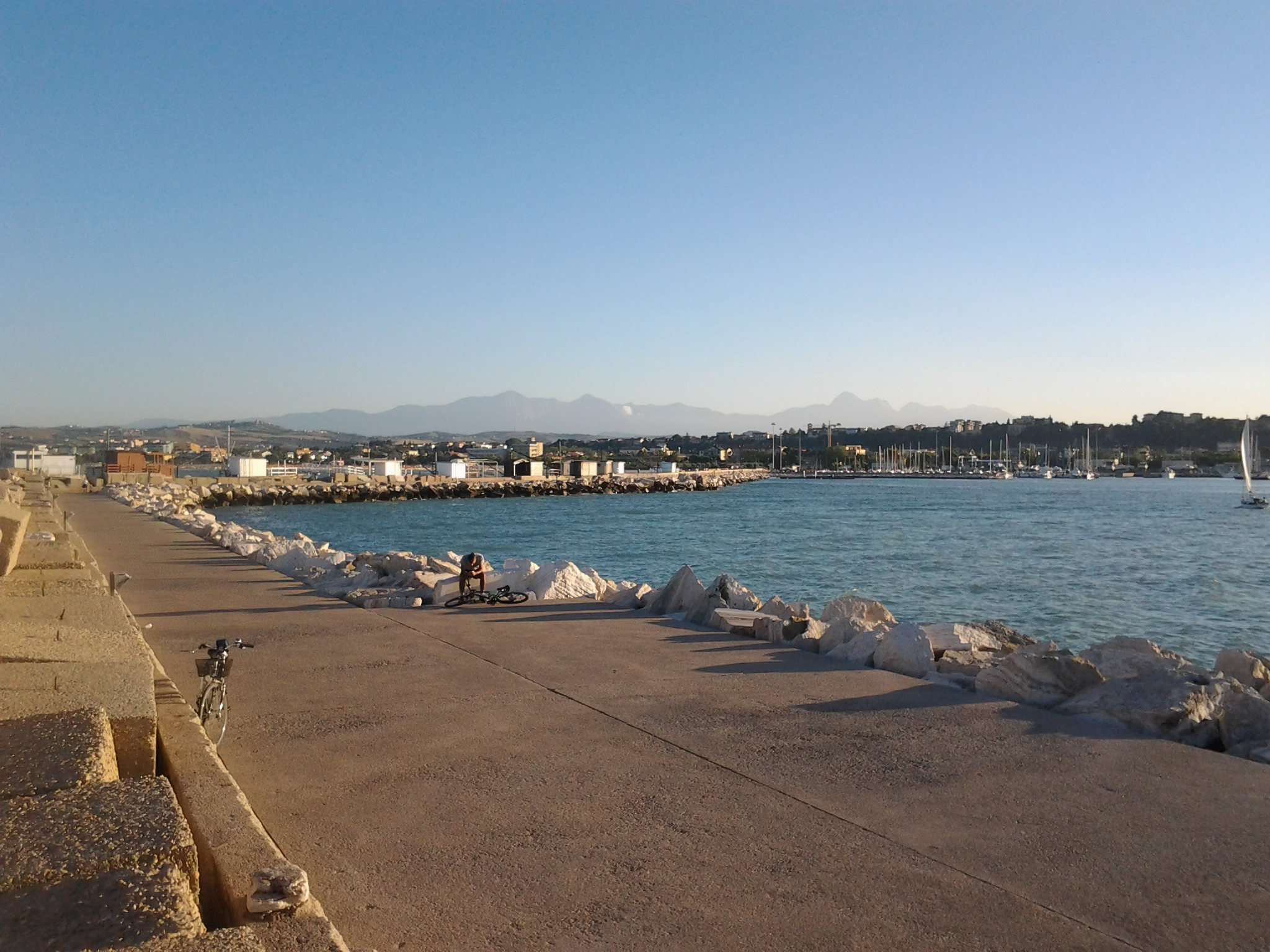
Veduta della catena del Gran Sasso dal Porto di Giulianova

Già ai tempi della prima guerra punica, quando fu Castrum Novum Civitas, il porto canale rivestì un ruolo fondamentale nel sistema dei trasporti, dell'economia e della politica dell'intera regione Pretuziana. Poi, per duecentocinquant'anni, dalla metà del XVII secolo, al 1913, il sito portuale giacque nel degrado, finché l'allora sindaco, Giuseppe De Bartolomei, e l'on. Roberto De Vito realizzarono il primo molo, a sud, e nei decenni successivi il suo gemello settentrionale; fra i due una distanza di 130 metri, ed una profondità d'acque che raggiungeva i 5 metri.
Dalla seconda guerra mondiale alla nascita dell'Ente porto
Sul finire degli anni trenta, l'inizio della sistemazione del Lungomare monumentale, l'inaugurazione del mercato ittico all'ingrosso, la prima mostra ittica, la costruzione di alloggi popolari e della Casa del pescatore ed i primi pescherecci a motore sancirono un decisivo sviluppo dell'intero sistema portuale. Numerose navi con portata superiore alle 30 tonnellate, furono gestite dal Governo italiano come dragamine nelle zone belliche, durante la seconda guerra mondiale. Nell'immediato dopoguerra, il porto fu soggetto a ovvie ristrutturazioni in seguito ai bombardamenti che l'avevano messo in ginocchio. In questi decenni che seguirono nacque la banchina di riva a collegamento dei due moli, prima tenuti in comunicazione da una striscia sabbiosa.
Il grande sviluppo degli ultimi decenni del XX secolo
Nel 1973, per rispondere in modo organico alle esigenze strutturali e funzionali dell'area portuale sia per l'attività peschereccia che per quella diportistica, in incalzante crescita, collegate anche al fattore turistico, venne costituito l'Ente porto. Fu questa istituzione, negli anni ottanta e novanta a realizzare lavori di ammodernamento, con l'ampliamento della banchina, del suo piazzale operativo e del molo nord. In questo periodo, la flottiglia peschereccia giuliese, entra a far parte delle dieci marinerie italiane con un pescato annuo di circa 30.000 q, un giro d'affari di circa 20 miliardi di lire e un'occupazione diretta e indotta di circa 2.000 unità lavorative. Vengono realizzati il centro servizi per il porto peschereccio e per quello turistico, dotati di funzionali impianti idrico-elettrico e antincendio.
Oggi l'Ente porto è promotore di eventi per lo sviluppo economico, turistico e culturale, assieme agli Enti Pubblici e all'imprenditoria privata.

## Descrizione
Situato lungo la costa adriatica, tra le foci del fiume Tordino e del torrente Salinello, collegato lungo le rispettive strade statali 80 del Gran Sasso d'Italia e 16 Adriatica, A 14 Bologna-Taranto e la linea FS Giulianova-Teramo, è di tipo peschereccio e dispone di molti servizi quali diporto, distributori, prese d'acqua ed energia elettrica, scivolo, scalo di alaggio, riparazioni motori, guardianaggio, sommozzatori, lubrificanti, rivendita ghiaccio, meteo, antincendio, elettromeccanica, rimessaggio, cantieri navali, circoli club, ristorazione, supermercati e mercato ittico. Gestito da un Ente autonomo, con un proprio consiglio d'amministrazione ideato sotto forma di Consorzio tra enti, quali Regione, Provincia, Comune, Camera di Commercio e Nucleo industriale.

### Caratteristiche tecniche
- Coordinate: 42° 45 28 N; 13° 58 69 E
- Posti barca: 240
- Fari e fanali:
  - Fanale a lampi rossi (testata molo sud)
  - Fanale a luce fissa rossa (gomito molo sud)
  - Fanale a lampi verdi (estremità molo nord)
  - Fanale a luce fissa verde pennello (interno molo nord)
- Fondo marino: sabbioso
- Fondali: da 2,5 a 3 metri (in banchina)

### Servizi e strutture
- Servizi Radio (VHF canale 16);
- diporto;
- antincendio;
- riparazioni motori;
- guardianaggio;
- sommozzatori;
- meteo;
- rivendita ghiaccio;
- elettromeccanica;
- rimessaggio;
- ristorazione;
- mercato ittico;
- Banchine (2, rispettivamente di 800 metri e 45 metri);
- attrezzature;
- distributori;
- scivolo;
- scalo alaggio;
- cantieri navali.

Ulteriori Caratteristiche:
- Il porto ha 250 punti di attracco.

### Traffico passeggeri e merci
Per quanto riguarda il traffico passeggeri la direzione del porto aveva tentato di attuare delle corse marittime giornaliere con la Croazia, ma dato lo scarso numero di passeggeri e di utenza è stato deciso di sospendere tale tratta; per le merci invece tutto è legato al pescato giornaliero che fornisce pesce bianco, pesce azzurro e molluschi.

### Lavori di ammodernamento e sviluppi futuri
La regione ha in progetto di dare al porto di Giulianova anche una funzione turistica; per questo sono previsti lavori di ammodernamento del porto quali: la realizzazione del nuovo scalo di alaggio della nautica da diporto, di un nuovo braccio per consentire l'ampliamento della struttura con creazione di nuovi posti barca. Il nuovo braccio avrà una larghezza di 60 metri e una lunghezza di circa 200 metri e ospiterà i motopescherecci utilizzati per la grande pesca. Al pontile per la piccola pesca già posizionato lungo il braccio del molo nord, sarà aggiunto un ulteriore pontile galleggiante della lunghezza di ulteriori 60 metri. In tal modo con le modifiche apportate, si libererà la banchina di riva per la creazione di circa 300 posti barca dedicati alla nautica da diporto. Nell'ambito del progetto in esame, è prevista la realizzazione di altri sette nuovi pontili che ospiteranno un gran numero di imbarcazioni da diporto, per un numero superiore ai 300 posti barca fino ad ora previsti. Per i futuri interventi di dragaggio, occorreranno operazioni di escavazione dei fondali, per consentire un più facile ingresso ai pescherecci di media e grossa stazza.

## Eventi
Vi si sono esibiti:
- Il 16 agosto 2008, sul palco di Radio 105, Le Vibrazioni;

- Il 6 agosto 2011, Peppino di Capri;

- Il 13 luglio 2012, il duo comico siciliano, Ficarra e Picone;

- Il 25 agosto 2012, è stata organizzata una giornata in memoria del cantautore bolognese Lucio Dalla, scomparso prematuramente nel marzo dello stesso anno, voluta dal medico dello stesso, il dott. Giovanni Gasbarrini. A questo evento hanno partecipato un delegato del sindaco di Bologna, Virginio Merola, l'assessore Luca Rizzo Nervo, ed il primo cittadino delle Isole Tremiti, Antonio Fentini, oltre a numerosissimi fan e ad artisti che hanno dedicato loro opere al compianto Lucio. Il ricordo ha toccato il suo culmine nel lancio di una corona di fiori sul mare e nell'interpretazione del brano "Caruso", dal tenore Gianluca Terranova;

- Il 18 agosto 2023, Gianni Morandi.[senza fonte]